# Inoã

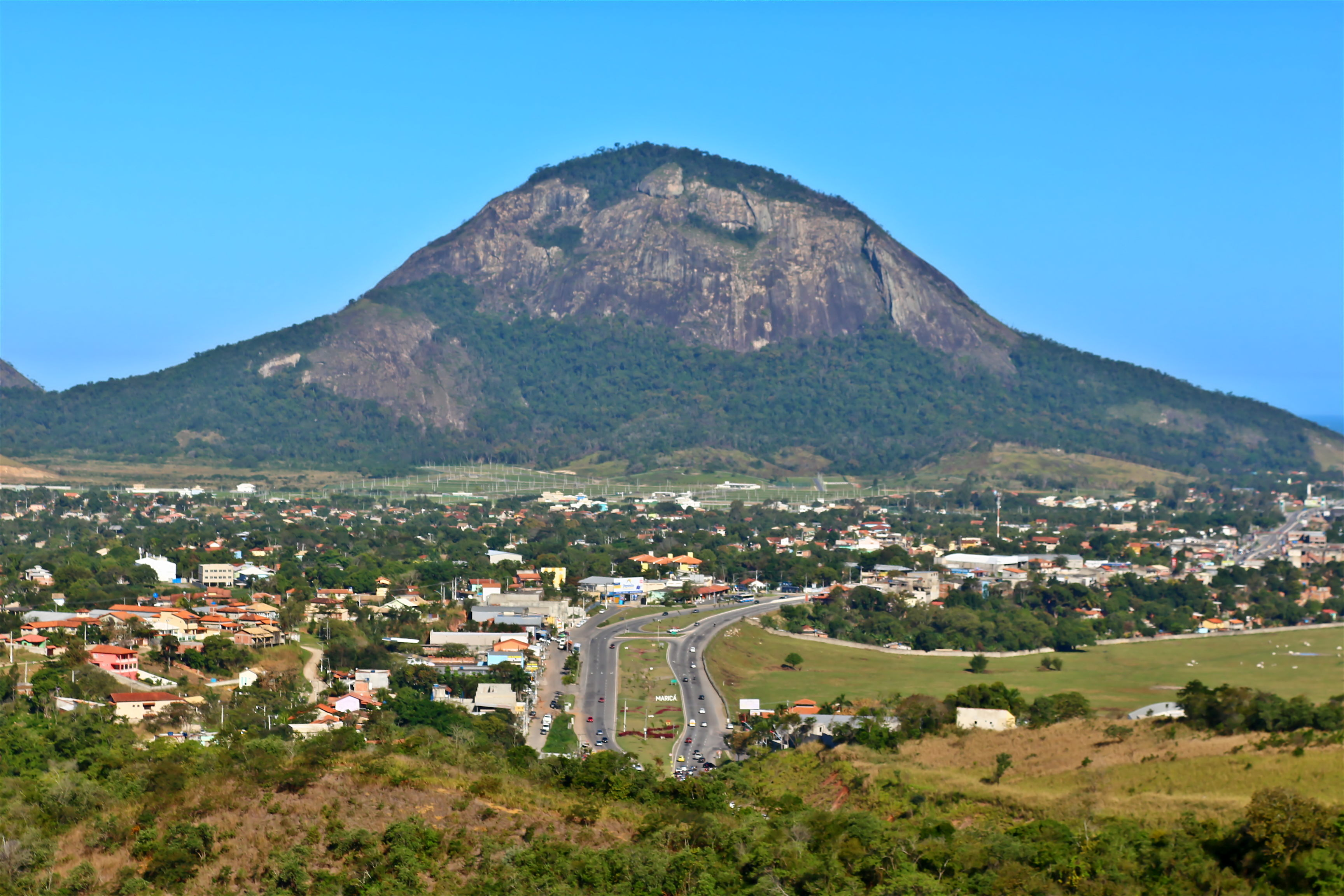
Vista da Rodovia Amaral Peixoto (RJ-106) - via que atravessa todo o município de Maricá - e da Pedra de Inoã, localizada no bairro de mesmo nome.

Inoã é um distrito do município de Maricá, na porção leste do Grande Rio, no estado do Rio de Janeiro, que abriga um bairro homônimo.
O distrito de Inoã possui um centro, localizado às margens da Rodovia Amaral Peixoto (RJ-106), onde está localizada a maior parte dos seus serviços, e alguns bairros adjacentes que possuem menor importância. Estes bairros são: Calaboca, Spar, Chácaras Inoã, Bosque Fundo, Santa Paula e Cassorotiba, sendo este último um bairro essencialmente rural. Também se localizam no distrito as comunidades carentes do Risca-Faca, Bananal, Gramado e Beira-Rio.
O centro de Inoã fica a aproximadamente 15 quilômetros do centro de Maricá, que é o principal centro de comércio e serviços do município; e a aproximadamente 25 quilômetros do 
centro da cidade de Niterói, que é um centro auxiliar da cidade do Rio de Janeiro e que polariza toda a região do Leste Metropolitano, onde se encontra o município de Maricá.
O bairro de Inoã possui uma grande quantidade de escolas públicas em relação seu tamanho. São ao todo: 03 (três) escolas estaduais e 06 (seis) escolas municipais.
Na área da saúde, o bairro é atendido por uma UPA 24 horas que presta atendimento para os moradores do bairro e região.
Inoã também é a porta de entrada para uma das praias mais famosas da região, a praia de Itaipuaçu.